# Серии Оцеляване (1997)
Сериите Оцеляване (1997) (на английски: Survivor Series) е единадесетото годишно pay-per-view събитие от поредицата Серии Оцеляване, продуцирано от Световната федерация по кеч (WWF). Провежда се на 9 ноември 1997 г. в Монреал, Квебек, Канада.

## Обща информация
Етикетът "Gang Rulz" се отнася до различните стейбъли, които се бият помежду си, идващи на това събитие. На картата на събитието са оспорени седем мача. На ъндъркарда Ледения Стив Остин срещу Оуен Харт в стандартен мач за Интерконтиненталната титла на WWF, Кейн срещу Менкайнд и 4 елиминационни мача.
Основното събитие е стандартен мач за Световната титла в тежка категория на WWF, в който Брет Харт защитава титлата срещу Шон Майкълс. Това е последният от три мача за титлата между двамата, които преди това оглавяват сериите на Сериите Оцеляване от 1992 г. и Кечмания 12 заедно. Майкълс печели титлата по спорен начин, когато Винс Макмеън нарежда на рефера на мача Ърл Хебнър да го прекрати, тъй като Майкълс държи Харт с неговата хватка за предаване, захапката на акулата, въпреки че Харт не се е предал. Този инцидент става известен като Прецакването Монреал и бележи последната поява на Харт в предаванията на WWE до 2006 г. Това е и последният път, когато Харт държи титла в WWE до май 2010 г. и последния път, когато оглавява PPV на WWE до Лятно тръшване (2010).

### Последици
Противоречивият край около победата на Шон Майкълс над Брет Харт чрез предаване, заради Винс Макмеън, ще стане известен като Прецакването Монреал. Харт напуска Световната федерация по кеч (WWF) веднага след инцидента и отива в конкурентната World Championship Wrestling (WCW), където по време на престоя си ще стане двукратен световен шампион в тежка категория, 4-кратен шампион в тежка категория на САЩ и веднъж отборен шампион преди да се оттегли през 2000 г., след като получава тежко сътресение.
След Сериите Оцеляване, Шон Майкълс започва третото си царуване като Световен шампион в тежка категория на WWF. Той влиза във вражда с Кен Шамрок. В началото на 1998 г. Майкълс получава тежка травма на гърба и няма да се възстанови и да се бие отново до 2002 г.
Действията на Винс Макмеън да прецака Брет Харт бележи началото на героя на г-н Макмеън, тираничния изпълнителен директор на WWF. До 1998 г. той ще започне легендарно съперничество с Ледения Стив Остин.
Събитията от прецакването ще се повторят на следващата година Серии Оцеляване, когато Скалата заключва Менкайнд в захапката на акулата, преди г-н Макмеън да заповяда на рефера да спрат мача, прецаквайки Менкайнд за титлата.

## Резултати
| №                                         | Резултати | Правила                                                       | Време |
| ----------------------------------------- | --- | ------------------------------------------------------------- | ----- |
| 1                                         | Годуин (Хенри O. Годуин и Финиъс И. Годуин) и Разбойниците на Новото време (Били Гън и Роуд Дог) побеждават Хедбенгърс (Мош и Трашър) и Новите блекджекс (Блекджек Брадшоу и Блекджек Уиндъм) | Сървайвър елиминационен мач 4 срещу 4                         | 15:25 |
| 2                                         | Комисията за истината (Разпитващият, Джекил, Рекон и Снайпер) поб. Последователите на апокалипсиса (8-Бол, Чейнз, Кръш и Скъл)                                                                | Сървайвър елиминационен мач 4 срещу 4                         | 9:59  |
| 3                                         | Отбор Канада (Британския Булдог, Дъг Фурнас, Джим Найдхарт и Фил Лафон) поб. Отбор САЩ (Златен прах, Марк Меро, Стив Блекман и Вейдър) (със Сейбъл)                                           | Сървайвър елиминационен мач 4 срещу 4                         | 17:05 |
| 4                                         | Кейн (с Пол Беърър) поб. Менкайнд | Индивидуален мач                                              | 9:27  |
| 5                                         | Кен Шамрок, Ахмед Джонсън и Легионът на смъртта (Животното и Ястреба) поб. Нацията на доминация (Д'Ло Браун, Фарук, Кама Мустафа и Роки Маивиа)                                               | Сървайвър елиминационен мач 4 срещу 4                         | 20:28 |
| 6                                         | Ледения Стив Остин поб. Оуен Харт (ш) (с Британския Булдог, Дъг Фурнас, Джим Найдхарт и Фил Лафон)                                                                                            | Индивидуален мач за Интерконтиненталната титла на WWF         | 4:03  |
| 7                                         | Шон Майкълс поб. Брет Харт (ш) чрез предаване | Индивидуален мач за Световната титла в тежка категория на WWF | 12:19 |
| - (ш) – указва шампиона/шампионите в мача | |                                                               |       |